# Baja Mali Knindža
Baja Mali Knindža, serb. Баја Мали Книнџа; właśc. Mirko Pajčin, serb. Мирко Пајчин (ur. 13 października 1966 we wsi Gubin koło Livna) – serbski piosenkarz turbofolkowy. Obecnie mieszka i tworzy w Serbii, w belgradzkiej dzielnicy Nowy Belgrad.

## Pseudonim
Baja Mali Knindža (pol. Baja, mały Knindža, nie mylić z innym turbofolkowym wykonawcą Nedeljko Bajić Baja) Słowo "Knindža" jest neologizmem utworzonym od słów Knin i ninja, zostało obrane jako nazwa serbskiego oddziału paramilitarnego walczącego w jugosłowiańskiej wojnie domowej w ramach wojsk Republiki Serbskiej Krainy pod dowództwem Dragana Vasiljkovicia, pseud. "Kapetan Dragan".

## Dyskografia

### Baja Mali Knindža
- 1991: Ne dam Krajine / Не дам Крајине
- 1992: Stan'te paše i ustaše / Стан'те паше и усташе
- 1993: Živjeće ovaj narod / Живјеће овај народ
- 1993: Uživo sa braćom Bajić Rašom Pavlovićem, i Goricom Ilić / Уживо са браћом Бајић Рашом Павловићем и Горицом Илић
- 1994: Još se ništa ne zna / Још се ништа не зна
- 1994: Rat i mir / Рат и мир
- 1994: Kockar bez sreće / Коцкар без среће
- 1994: Pobijediće istina / Побиједиће истина
- 1995: Igraju se delije / Играју се делије
- 1995: Idemo dalje / Идемо даље
- 1996: Zbogom oružje / Збогом оружје
- 1997: Ne dirajte njega / Не дирајте њега
- 1998: Povratak u budućnost / Повратак у будућност
- 1998: Srpskim radikalima / Српским радикалима
- 1999: Biti il ne biti / Бити ил не бити
- 1999: Život je tamo / Живот је тамо
- 2000: Zaljubljen i mlad / Заљубљен и млад
- 2001: Đe si legendo / Ђе си легендо
- 2002: Zbogom pameti / Збогом памети
- 2006: Za kim zvona zvone / За ким звона звоне
- 2008: Gluvi barut / Глуви барут
- 2011: Idemo malena / Идемо малена
- 2012: Lesi se vraća kući / Леси се враћа кући
- 2014: Govor duše / Говор душе

### Wraz z grupą Braća sa Dinare
- 1994: Гоки и Баја бенд / Goki i Baja bend
- 1995: Била једном једна земља / Bila jednom jedna zemlja
- 1996: Плачи вољена земљо / Plači voljena zemljo
- 1997: Ја се свога, не одричем до гроба / Ja se svoga, ne odričem do groba
- 1998: Идемо до краја / Idemo do kraja